# エドゥアルド・ジュリエン
- エドゥアール・ジュリアン
- エドワード・ジュリエン
- エドゥアルド・フリエン
- エデュアルド・ジュリエン

エドゥアルド・ジュリエン（Edouard Julien, フランス語発音: [ədwaʁ ʒyljɛ̃]，英語発音: /ˈɛduɑrd ˈʤuliən/; 1999年4月30日 - ）は、カナダのケベック州ケベック・シティー出身のプロ野球選手（二塁手）。右投左打。MLBのミネソタ・ツインズ所属。

## 経歴
高校時代に2017年のMLBドラフト37巡目（全体1103位）でフィラデルフィア・フィリーズから指名されたが、契約せずにオーバーン大学へ進学した。
2019年のMLBドラフト18巡目（全体539位）でミネソタ・ツインズから指名された。当初は契約せず大学に残ることを検討していたが、ツインズが契約金を引き上げたこともあり合意した。ドラフト後に行われたパンアメリカン競技大会のカナダ代表に選出されたが、この大会で肘を痛め、トミー・ジョン手術を受けた。
2021年に傘下のA級フォートマイヤーズ・ミラクルでプロデビューし、シーズン途中にA+級シーダーラピッズ・カーネルズへ昇格。2チーム合計で112試合に出場して打率.266、18本塁打、72打点の成績を記録した。
2022年はAA級ウィチタ・ウィンドサージで113試合に出場して打率.300、17本塁打、67打点の成績を記録した。オフにルール・ファイブ・ドラフトでの流出を防ぐために40人枠に登録された。
2023年はシーズン開幕前に開催された第5回WBCのカナダ代表に選出された。ジョーイ・ギャロの故障者リスト入りに伴ってメジャーへ昇格し、4月12日のシカゴ・ホワイトソックス戦で初出場した。この年は109試合に出場して、打率.263、16本塁打、37打点、OPS.840を記録し、新人王投票では7位に入った。

## 人物
大学入学時は英語を話すことができなかった。
大学時代2018年4月に公衆酩酊とごみのポイ捨てにより逮捕されている。

## 詳細情報

### 年度別打撃成績
| 年 度    | 球 団    | 試 合 | 打 席 | 打 数 | 得 点 | 安 打 | 二 塁 打 | 三 塁 打 | 本 塁 打 | 塁 打 | 打 点 | 盗 塁 | 盗 塁 死 | 犠 打 | 犠 飛 | 四 球 | 敬 遠 | 死 球 | 三 振 | 併 殺 打 | 打 率 | 出 塁 率 | 長 打 率 | O P S |
| -------- | -------- | ----- | ----- | ----- | ----- | ----- | -------- | -------- | -------- | ----- | ----- | ----- | -------- | ----- | ----- | ----- | ----- | ----- | ----- | -------- | ----- | -------- | -------- | ----- |
| 2023     | MIN      | 109   | 408   | 338   | 60    | 89    | 16       | 1        | 16       | 155   | 37    | 3     | 0        | 1     | 3     | 64    | 0     | 2     | 128   | 8        | .263  | .381     | .459     | .840  |
| 2024     | MIN      | 94    | 301   | 266   | 36    | 53    | 9        | 0        | 8        | 86    | 21    | 6     | 0        | 0     | 0     | 33    | 0     | 2     | 102   | 2        | .199  | .292     | .323     | .615  |
| MLB：2年 | MLB：2年 | 203   | 709   | 604   | 96    | 142   | 25       | 1        | 24       | 241   | 58    | 9     | 0        | 1     | 3     | 97    | 0     | 4     | 230   | 10       | .235  | .343     | .399     | .742  |

- 2024年度シーズン終了時

### 年度別守備成績
| 年 度 | 球 団 | 一塁（1B） | 一塁（1B） | 一塁（1B） | 一塁（1B） | 一塁（1B） | 一塁（1B） | 二塁（2B） | 二塁（2B） | 二塁（2B） | 二塁（2B） | 二塁（2B） | 二塁（2B） |
| 年 度 | 球 団 | 試 合      | 刺 殺      | 補 殺      | 失 策      | 併 殺      | 守 備 率   | 試 合      | 刺 殺      | 補 殺      | 失 策      | 併 殺      | 守 備 率   |
| ----- | ----- | ---------- | ---------- | ---------- | ---------- | ---------- | ---------- | ---------- | ---------- | ---------- | ---------- | ---------- | ---------- |
| 2023  | MIN   | 4          | 17         | 1          | 0          | 0          | 1.000      | 75         | 80         | 138        | 2          | 22         | .991       |
| 2024  | MIN   | 1          | 1          | 0          | 0          | 0          | 1.000      | 90         | 86         | 166        | 5          | 25         | .981       |
| MLB   | MLB   | 5          | 18         | 1          | 0          | 0          | 1.000      | 165        | 166        | 304        | 7          | 47         | .985       |

- 2024年度シーズン終了時

### 代表歴
- 2019 パンアメリカン競技大会野球カナダ代表
- 2023 ワールド・ベースボール・クラシック・カナダ代表

### 背番号
- 47（2023年 - ）